# Danh sách thành phố Pakistan
Dưới đây là danh sách các thành phố lớn nhất Pakistan với dân số ít nhất 100.000 người. Các thành phố trong bảng này có 42,8 triệu dân chiếm một phần tư tổng dân số Pakistan.

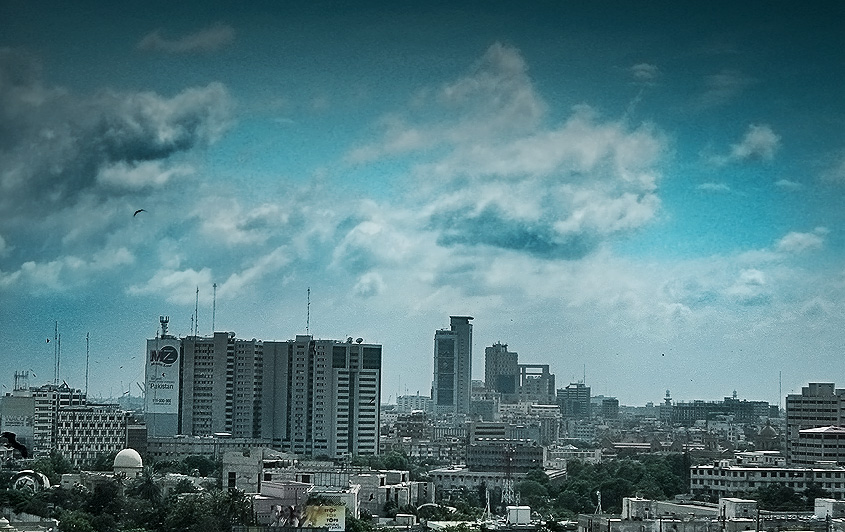
Karachi, thành phố lớn nhất Pakistan

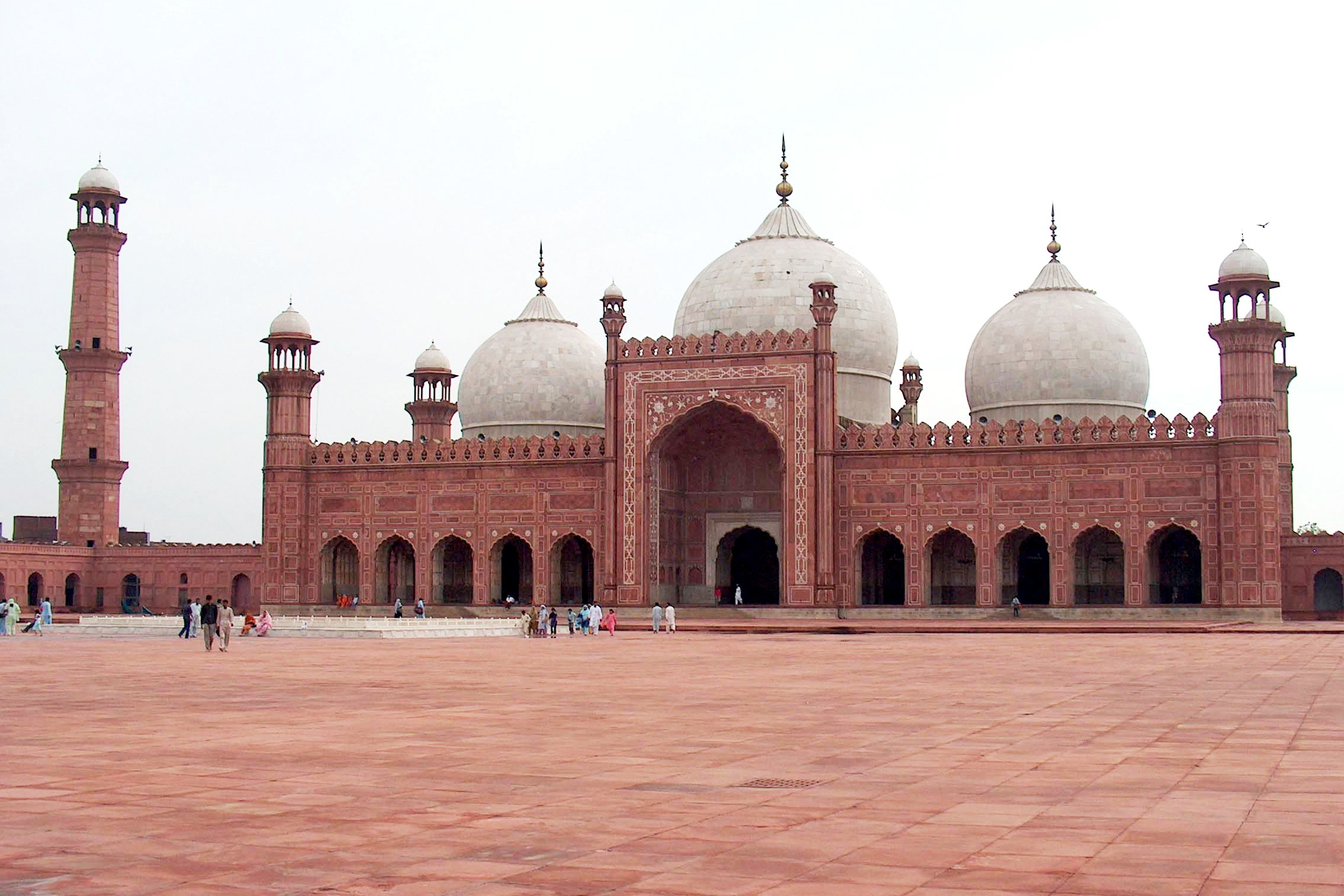
Lahore

Faisalabad

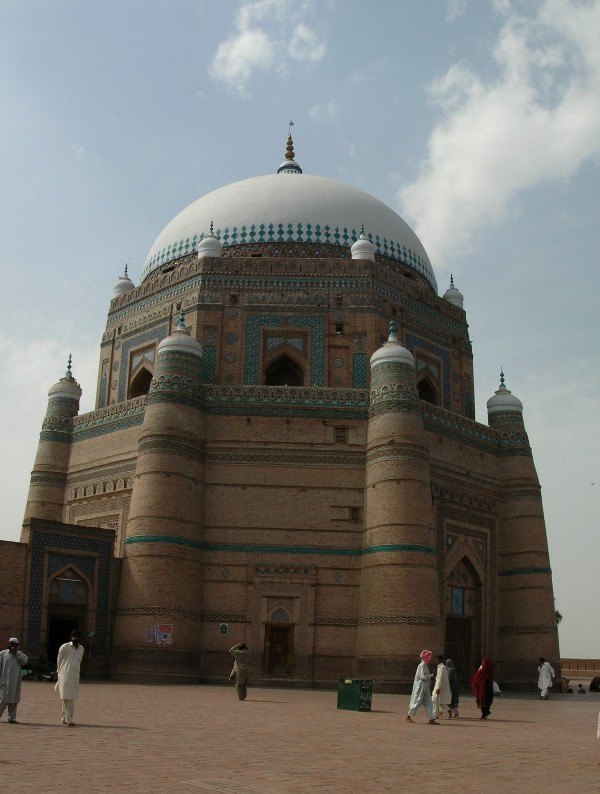
Multan

Hyderabad

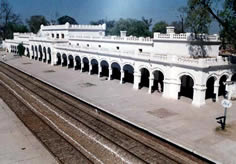
Gujranwala

| Hạng | Thành phố        | Dân số (ước tính năm 2010) | Dân số (ước tính năm 1998) | Tỉnh                      |
| ---- | ---------------- | -------------------------- | -------------------------- | ------------------------- |
| 1    | Karachi          | 13.205.339                 | 9.339.023                  | Sindh                     |
| 2    | Lahore           | 7.129.609                  | 5.143.495                  | Punjab                    |
| 3    | Faisalabad       | 2.880.675                  | 2.008.861                  | Punjab                    |
| 4    | Rawalpindi       | 1.991.656                  | 1.409.768                  | Punjab                    |
| 5    | Multan           | 1.606.481                  | 1.197.384                  | Punjab                    |
| 6    | Hyderabad        | 1.578.367                  | 1.166.894                  | Sindh                     |
| 7    | Gujranwala       | 1.569.090                  | 1.132.509                  | Punjab                    |
| 8    | Peshawar         | 1.439.205                  | 982.816                    | Khyber-Pakhtunkhwa        |
| 9    | Quetta           | 896.090                    | 565.137                    | Balochistan               |
| 10   | Islamabad        | 689.249                    | 529.180                    | Lãnh thổ thủ đô Islamabad |
| 11   | Sargodha         | 600.501                    | 458.440                    | Punjab                    |
| 12   | Bahawalpur       | 543.929                    | 408.395                    | Punjab                    |
| 13   | Sialkot          | 510.863                    | 421.502                    | Punjab                    |
| 14   | Sukkur           | 493.438                    | 335.551                    | Sindh                     |
| 15   | Larkana          | 456.544                    | 270.283                    | Sindh                     |
| 16   | Shekhupura       | 426.980                    | 280.263                    | Punjab                    |
| 17   | Jhang            | 372.645                    | 293.366                    | Punjab                    |
| 18   | Rahim Yar Khan   | 353.112                    | 233.537                    | Punjab                    |
| 19   | Mardan           | 352.135                    | 245.926                    | Khyber-Pakhtunkhwa        |
| 20   | Gujrat           | 336.727                    | 251.792                    | Punjab                    |
| 21   | Kasur            | 321.954                    | 245.321                    | Punjab                    |
| 22   | Mingora          | 279.914                    | 174.469                    | Khyber-Pakhtunkhwa        |
| 23   | Dera Ghazi Khan  | 273.341                    | 188.149                    | Punjab                    |
| 24   | Nawabshah        | 272.598                    | 183.110                    | Sindh                     |
| 25   | Wah Cantonment   | 265.193                    | 198.431                    | Punjab                    |
| 26   | Sahiwal          | 251.592                    | 208.778                    | Punjab                    |
| 27   | Mirpur Khas      | 242.887                    | 184.465                    | Sindh                     |
| 28   | Kāmoke           | 240.405                    | 150.984                    | Punjab                    |
| 29   | Okara            | 235.354                    | 201.815                    | Punjab                    |
| 30   | Sadiqabad        | 231.467                    | 141.509                    | Punjab                    |
| 31   | Chiniot          | 224.581                    | 169.282                    | Punjab                    |
| 32   | Burewala         | 209.343                    | 149.857                    | Punjab                    |
| 33   | Jacobabad        | 200.815                    | 137.733                    | Sindh                     |
| 34   | Shikarpur        | 177.682                    | 133.259                    | Sindh                     |
| 35   | Jhelum           | 174.679                    | 145.847                    | Punjab                    |
| 36   | Kohat            | 170.800                    | 125.271                    | Khyber-Pakhtunkhwa        |
| 37   | Hafizabad        | 165.936                    | 130.216                    | Punjab                    |
| 38   | Khanewal         | 165.038                    | 132.962                    | Punjab                    |
| 39   | Muzaffargarh     | 158.597                    | 121.641                    | Punjab                    |
| 40   | Muridke          | 157.432                    | 108.578                    | Punjab                    |
| 41   | Khanpur          | 156.152                    | 117.764                    | Punjab                    |
| 42   | Gojra            | 153.654                    | 114.967                    | Punjab                    |
| 43   | Mandi Bahauddin  | 150.980                    | 97.340                     | Punjab                    |
| 44   | Abbottabad       | 144.109                    | 105.999                    | Khyber-Pakhtunkhwa        |
| 45   | Daska            | 142.041                    | 101.500                    | Punjab                    |
| 46   | Khuzdar          | 141.395                    | 93.060                     | Balochistan               |
| 47   | Tando Adam       | 141.314                    | 103.363                    | Sindh                     |
| 48   | Dadu             | 140.772                    | 98.575                     | Sindh                     |
| 49   | Khairpur         | 140.492                    | 102.188                    | Sindh                     |
| 50   | Pakpattan        | 136.510                    | 107.791                    | Punjab                    |
| 51   | Bahawalnagar     | 134.936                    | 109.642                    | Punjab                    |
| 52   | Chishtian        | 133.476                    | 101.659                    | Punjab                    |
| 53   | Ahmadpur East    | 128.112                    | 96.032                     | Punjab                    |
| 54   | Tando Allahyar   | 128.014                    | 86.056                     | Sindh                     |
| 55   | Jaranwala        | 127.973                    | 103.308                    | Punjab                    |
| 56   | Vehari           | 124.513                    | 92.334                     | Punjab                    |
| 57   | Kamalia          | 121.401                    | 95.291                     | Punjab                    |
| 58   | Kot Adu          | 120.479                    | 79.054                     | Punjab                    |
| 59   | Chakwal          | 113.524                    | 80.620                     | Punjab                    |
| 60   | Swabi            | 111.175                    | 78.960                     | Khyber-Pakhtunkhwa        |
| 61   | Khushab          | 110.868                    | 87.294                     | Punjab                    |
| 62   | Dera Ismail Khan | 109.686                    | 90.357                     | Khyber-Pakhtunkhwa        |
| 63   | Wazirabad        | 108.468                    | 89.652                     | Punjab                    |
| 64   | Chaman           | 107.660                    | 65.477                     | Balochistan               |
| 65   | Kandhkot         | 105.011                    | 66.727                     | Sindh                     |
| 66   | Chakdara         | 103.260                    | 84.257                     | Khyber-Pakhtunkhwa        |
| 67   | Nowshera         | 102.020                    | 89.428                     | Khyber-Pakhtunkhwa        |
| 68   | Taxila           | 101.842                    | 71.768                     | Punjab                    |